# Vibrissina inthanon
Vibrissina inthanon är en tvåvingeart som beskrevs av Hiroshi Shima 1983. Vibrissina inthanon ingår i släktet Vibrissina och familjen parasitflugor.
Artens utbredningsområde är Thailand. Inga underarter finns listade i Catalogue of Life.